# Første Kongebog
Første Kongebog og Anden Kongebog var oprindeligt ét historisk værk i den jødiske tanakh (hebr. ספר מלכים Sefer Melachim "Kongernes Bog"). Det var skrevet på hebraisk og er en del af de kristnes Gamle Testamente. Ifølge den bibelske kronologi beskriver bogen afslutningen af Israels historie til babyloniernes erobring og slutningen på Israels politiske selvstændighed.
Bogen indeholder beretningen om Kong Salomos tronovertagelse efter Kong David og hans videre virke. Derefter deles riget pga. politiske magtkampe mellem de tolv israelitiske stammer i et nordrige, Israel (ikke at forveksle med det moderne Israel), og et sydrige, Juda.
Bøgerne har oprindeligt ikke været opdelt, og Samuelsbøgerne har oprindeligt hørt til Kongebøgerne.